# Лабуристичка партија (Уједињено Краљевство)
Лабуристичка партија (енгл. Labour Party; срп. Радничка странка) представља једну од две водеће политичке странке у Уједињеном Краљевству.
Основана је 1900. године од стране синдиката и левог, социјалистички оријентисаног крила Либералне странке.
Након Првог светског рата, лабуристи су се, уз конзервативце, наметнули као једна од две водеће политичке странке, те учествовали у многим владама, понекад и као коалиција.
Лабуристички политички програми су одговарали социјалдемократији на европском континенту, а након Другог светског рата су многе од тих идеја, укључујући национализацију кључних државних индустријских грана и кејнзијанску економску политику, спроводили у пракси.
Године 1979. су поражени од стране конзервативаца Маргарет Тачер и остали у опозицији готово две деценије.
Крајем 20. века су одбацили социјалдемократске принципе свог програма и преузели тачеристичку економску политику и политику Трећег пута, промовишући „Нове лабуристе”. Тада су дошли на власт и након тога још два пута добили парламентарне изборе. С власти су отишли након пораза на парламентарним изборима 2010. године. Од тада је лидер странке био Ед Милибанд све до објаве резултата општих избора Уједињеног Краљевства 2015. године, након чега је дао оставку, због пораза.
Тренутни председник Лабуристичке странке је Кир Стармер, који је победио главног ривала Ребеку Лонг-Бејли у унутарстраначким изборима 2019, који су одржани након што је Џереми Корбин најавио повлачење са места председника странке после неуспеха на Парламентарним изборима 2019.
На парламентарним изборима у Уједињеном Краљевству, одржанима 4. јула 2024, Лабуристи су постигли убедљиву победу освојивши 412 од 650 посланичких места у Доњем дому.